# Callidula aruana
Callidula aruana es una polilla de la familia Callidulidae. Fue descrito por primera vez por Arthur Gardiner Butler en 1877. Se encuentra en las islas Aru del este de Indonesia.